# Lijst van beelden in Opsterland
Dit is een (onvolledige) chronologische lijst van beelden in Opsterland. Onder een beeld wordt hier verstaan elk driedimensionaal kunstwerk in de openbare ruimte van de Nederlandse gemeente Opsterland, waarbij beeld wordt gebruikt als verzamelbegrip voor sculpturen, standbeelden, installaties, gedenktekens en overige beeldhouwwerken.
Voor een volledig overzicht van de beschikbare afbeeldingen zie: Beelden in Opsterland op Wikimedia Commons.
| Geplaatst | Omschrijving                                                    | Kunstenaar                                   | Straat                                               | Plaats                          | Materiaal                                 | Afbeelding                      |
| --------- | --------------------------------------------------------------- | -------------------------------------------- | ---------------------------------------------------- | ------------------------------- | ----------------------------------------- | ------------------------------- |
| 1739      | Gedenksteen                                                     | onbekend                                     | Witte Kerk                                           | Hemrik                          | steen                                     |                                 |
| 18e eeuw  | Neptunus                                                        | Ignatius van Logteren                        | Overtuin van Lyndensteyn                             | Beetsterzwaag                   | steen                                     |                                 |
|           | Borstbeelden op piëdestal                                       |                                              | Overtuin van Lyndensteyn                             | Beetsterzwaag                   | marmer en natuursteen                     |                                 |
| 1908      | Jugendstiltegeltableaus                                         | firma van Hulst                              | Hoofdstraat 34 (bakkerij)                            | Beetsterzwaag                   | aardewerk                                 |                                 |
| 1940      | Voor hen die vielen                                             | J.R. van der Leij                            | Algemene Begraafplaats, Breewei 22                   | Tijnje                          | kalksteen, zandsteen , marmer             | ? Van der Leij,1940             |
| 1946      | Verzetsmonument                                                 | Nicolaas van der Kreek                       | Algemene Begraafplaats, Hegedyk                      | Gorredijk                       | Franse kalksteen                          | Nicolaas A. van der Kreek, 1946 |
| 1946      | Joods Monument                                                  | Jobs Wertheim                                | Hoek Hoofdstraat / Kerkewal                          | Gorredijk                       | marmer                                    | Johan G. Wertheim, 1946         |
| 1946      | Fallen foar frijdom                                             | Willem Valk                                  | Lammert Heringastrjitte 13                           | Gorredijk                       | brons                                     | Willem Valk,1946                |
| 1952      | Verzetsmonument                                                 | Arjen Witteveen                              | Mandeveld aan de Nieuwe Drentse Weg bij Allardsoog   | Bakkeveen                       | zwerfsteen, keien                         | A.Witteveen,1952                |
| 1961      | Touwtje springen                                                | Nina Baanders-Kessler                        | OBS De Bôge, Binnenwei 26                            | Hemrik                          | staal                                     | Nina Baanders-Kessler,1961      |
| 1963      | Doopvont                                                        | Jan van Munster                              | Gereformeerde kerk                                   | Bakkeveen                       | hardsteen                                 | Jan van Munster,1963            |
| 1967      | De Flecht                                                       | Jaap van der Meij                            | OBS De Flecht, Buorsterwyk 29                        | Lippenhuizen                    | hout                                      | De flecht 2                     |
| 1967      | De Flecht                                                       | Klaas van Dijk                               | MFA Kobunderhûs, De Buorren 79                       | Lippenhuizen                    | smeedijzer                                | De flecht                       |
| 1968      | Waterdiertjes die in fossiele toestand in steen zijn uitgedrukt | Jaap van der Meij                            | Openlucht zwembad Dundelle                           | Bakkeveen                       | aluminium beton                           | Jaap van der Meij, 1968         |
| 1968      | Wandsculptuur                                                   | Tseard Visser                                | OBS De Trime, De Wissel 2                            | Beetsterzwaag                   | koper of messing                          | Tseard Visser,1968              |
| 1969      | Staf van Mozes                                                  | Jaap van der Meij                            | C.B.S. De Paedwizer, Fockema Andreaelaan 94          | Beetsterzwaag                   | aluminium beton                           | Jaap van der Meij,1975          |
| 1970      | De Flambou                                                      | Tseard Visser                                | Plantsoen voor OBS De Flambou, Mientewei             | Gorredijk                       | beton, betonijzer                         | Tseard Visser, 1970             |
| 1973      | Levende Ent                                                     | Jaap van der Meij                            | De Skans, Loaijersstrjitte 2                         | Gorredijk                       | aluminium beton                           | Jaap van der Meij, 1973         |
| 1974      | Aardschotel                                                     | Jaap van der Meij                            | Woon en zorgcentrum De Lijte, Lijteplein 56          | Ureterp                         | aluminium beton                           | Jaap van der Meij,1974          |
| 1975      | Gurbe en Loltsje                                                | Suze Boschma-Berkhout                        | Openbare bibliotheek,Schansburg 1                    | Gorredijk                       | kalksteen                                 | Suze Boschma-Berkhout, 1975     |
| 1976      | Levend water                                                    | Harmen Abma                                  | Voor de rioolzuiveringsinstallatie, Stationsweg      | Gorredijk                       | cortenstaal                               | Harmen Abma, 1976               |
| 1977      | De Wachter                                                      | Tseard Visser en Sip Visser                  | Tuin gemeentehuis Hoofdstraat                        | Beetsterzwaag                   | gesmeed en gelast messing                 |                                 |
| 1978      | Adam en Eva                                                     | Jan Loman                                    | Tuin gemeentehuis Hoofdstraat                        | Beetsterzwaag                   | natuursteen                               |                                 |
| 1979      | Zonder titel                                                    | Tellervo Kipp                                | Tuin gemeentehuis Hoofdstraat                        | Beetsterzwaag                   | Roestvast staal                           |                                 |
| 1981      | Schippersgezin                                                  | David van Kampen                             | Kerkewal                                             | Gorredijk                       | muschelkalksteen                          | David van Kampen, 1981          |
| 1981      | Zonder titel                                                    | Marco Goldenbeld                             | Langewal                                             | Gorredijk                       | cortenstaal en graniet                    |                                 |
| 1981      | Zonder titel                                                    | Hans Snoek                                   | Dorpshuis De Mande, De Buorren                       | Lippenhuizen                    | hardsteen                                 | Hans Snoek, 1981                |
| 1981      | De Arke                                                         | Anne Woudwijk                                | CBS De Arke, Gietersewei 1                           | Nij Beets                       | Belgisch hardsteen                        | Anne Woudwijk, 1981             |
| 1983      | Monument t.h.a. twee tramongevallen                             | Hans Snoek                                   | Goddeloos Tolhek                                     | Lippenhuizen                    | staal                                     | Hans Snoek, 1983                |
| 1983      | Zonder titel                                                    | Wybe Bosch en Sip Visser                     | Wetterwille 2                                        | Gorredijk                       | polyester, betonijzer, gaas en beton      | Sip Visser en Wybe Bosch, 1983  |
| 1985      | De Eierzoekers                                                  | Frank Zeilstra                               | Tuin gemeentehuis Hoofdstraat                        | Beetsterzwaag                   | beton                                     |                                 |
| 1988      | De Appèlmaster                                                  | Karianne Krabbendam                          | Domela Nieuwenhuiswei                                | Nij Beets                       | brons                                     | Karianne Krabbendam, 1988       |
| 1993      | De roepende sluiswachter                                        | Gosse Dam                                    | Weverswal                                            | Bakkeveen                       | brons                                     | Gosse Dam, 1993                 |
| 1993      | De pijl                                                         | Ids Willemsma                                | Weibuorren                                           | Ureterp                         | staal                                     |                                 |
| 1998      | Bewogen raster                                                  | Piet Hein Stulemeyer                         | Overtuin Lycklamahuis (Hoofdstraat)                  | Beetsterzwaag                   | glas                                      |                                 |
| 1999      | Zonder titel                                                    | Jan Loman                                    | Hoofdstraat                                          | Beetsterzwaag                   | Roestvast staal en hout                   |                                 |
| 1999      | De Liphûster Harke                                              | P. de Jong                                   | MFA Kobunderhûs, De Buorren 79                       | Lippenhuizen                    | plaatstaal                                | P.de Jong, 1999                 |
| 2001      | Evenwicht                                                       | Joop van Bergen                              | It Merkelân                                          | Beetsterzwaag                   | brons                                     |                                 |
| 2001      | Evenwicht                                                       | Joop van Bergen                              | De Telle                                             | Ureterp                         | brons                                     |                                 |
| 2001      | De Jasker                                                       | A. Geertsma                                  | OBS De Jasker, v.d. Bruggenstrjitte 9                | Nij Beets                       | staal met een poedercoating               | Geertsma, 2001                  |
| 2001      | Aanleggen                                                       | Pim Rodenboog                                | De Ripen                                             | Nij Beets                       | tekst op plexiglas bevestigd aan een muur |                                 |
| 2003      | Poort (de vlakte oversteken                                     | Theo Schepens                                | Gemeentemuseum Opsterlân, Hoofdstraat 59             | Gorredijk                       | kopersilicium                             | Theo Schepens, 2003             |
| 2003      | It Gordykster skûtsje                                           | Lolke van der Bij                            | Lagewal                                              | Gorredijk                       | roestvast staal                           | Lolke van der Bij, 2003         |
| 2006      | Op handen gedragen                                              | Joop van Bergen                              | Meester Geertswei                                    | Wijnjewoude                     | brons                                     | Joop van Bergen, 2006           |
| 2008      | Turfstapel                                                      | Anne Annema                                  | rotonde Domela Nieuwenhuisweg / Prikkewei / Swynswei | Nij Beets                       | baksteen                                  | Anne Annema,2008                |
| 2008      | Lawei                                                           | Anne Annema                                  | rotonde Domela Nieuwenhuisweg / Prikkewei / Swynswei | Nij Beets                       | cortenstaal                               | Anne Annema, 2008               |
| 2010      | Samenhang                                                       | Lia Versteege                                | Breewei                                              | Tijnje                          | Portugees marmer                          | Samenhang                       |
| 2011      | Tramhalte de Trijehoek                                          | Hensen Trenning (Ingenieursbureau Oranjewoud | Trijehoek                                            | Lippenhuizen                    | cortenstaal                               | Tramhalte de Trijehoek          |
| 2012      | Contouren van schans Gorredijk                                  | Henk Hoen en Meinte van der Velde            | Schansburg                                           | Gorredijk                       | metaal                                    | Contouren van schans Gorredijk  |
| 2014      | Zitschans                                                       | Sven Lamme                                   | kruising De Scheiding en Hearsterwei                 | Frieschepalen                   | hout, cortenstaal                         |                                 |
| 2015      | De Boom van Langezwaag                                          | Wietske Lycklama à Nijeholt                  | Het Hou                                              | Langezwaag                      | cortenstaal                               | Wietske Lycklama à Nijeholt     |
| 2016      | Omarming                                                        | Alie Popkema                                 | Binnenwei                                            | Hemrik                          | cortenstaal                               |                                 |
| 2016      | Verbinding                                                      | Jikke van der Waal-Bijma                     | Opper Haudmare                                       | Klein Groningen                 | cortenstaal                               |                                 |
| 2020      | Varend                                                          | Gerard Herder                                | Hoek Westerbuorren / Dykfinne                        | Tussen Boornbergum en Nij Beets | cortenstaal en r.v.s.                     | Varend                          |
| ?         | Gedenksteen                                                     | onbekend                                     | Witte Kerk                                           | Hemrik                          | steen                                     |                                 |
| ?         | Naamloos                                                        | ?                                            | De Ripen                                             | Nij Beets                       |                                           |                                 |